# Андреевас, Юлюс
 Юлюс Андреевас (Юлий Ростиславович Андреев; лит. Julius Andrejevas; 7 января 1942, Каунас, Литва — 29 ноября 2016, Вильнюс, Литва) — советский и литовский пианист, композитор и педагог, председатель правления Союза композиторов Литовской ССР (1989—1991).

## Биография
Родился в семье Ростислава Андреева (1907—1967), солиста и режиссёра Каунасского музыкального театра.
Окончил Литовскую государственную консерваторию по классу фортепиано (профессор Алдона Дварионене, до 1965 года) и по классу композиции (профессор Эдуардас Бальсис, до 1971 года).
В 1961—1966 годах — концертмейстер консерватории Литовской ССР. В 1964—2011 годах преподавал в Вильнюсской музыкальной школе имени Балиса Дварионаса, а с 1973 г. в Литовской консерватории на кафедре камерного ансамбля. С 1989 г. — доцент, с 2010 г. — профессор.
В 1974—1982 годах работал клавесинистом и пианистом ансамбля «Musica humana».
В 1974 году был одним из инициаторов проведения Международного конкурса молодых пианистов и скрипачей имени Балиса Дварёнаса в Вильнюсе.  Как исполнитель он выступал в бывшем Советском Союзе, Чехословакии, Югославии и Франции, Германии, Венгрии, Испании, Израиле. Произведения композитора звучали на международных фестивалях в Литве, Германии, Израиле, Японии, Швеции, Польше, Испании, Финляндии, США, России.
В 1984—1989 годах — секретарь правления Союза композиторов Литовской ССР, в 1989—1991 годах — председатель правления Союза композиторов Литовской ССР.
С 1991 по 1998 год композитор жил в Испании и преподавал в частной консерватории Mayeusis (город Виго), возглавлял фортепианное отделение, был заместителем директора. Одна из аудиторий в этой консерватории названа в его честь.
В 1999—2001 годах — генеральный директор Литовского национального театра оперы и балета.
Был автором музыки ко многим театральным постановкам и фильмам. Позже сосредоточился на небольших камерных жанрах, музыке для детей и молодежи. Его работы отличаются эмоциональной выразительностью, последовательным драматическим развитием, единством музыкального материала, частым использованием полимодальных и полиритмических структур.
Похоронен на Антакальнисском кладбище.

## Творчество
Написал музыку к «Грустной сказке» Йонаса Билюнаса (1971), кантату «Вечная молодость» (1973), концерт для фортепиано, скрипки, виолончели с оркестром, камерные ансамбли, фортепианные произведения («Sonata per se», 1982; «Судьба», 1998), для хора (циклы «Феникс» (1972), «Страздас» (1978), «Из поэзии Розалии де Кастро» (1998), для литовских народных инструментов, вокальные циклы.
Он создал музыку к фильмам Альгимантаса Кундялиса «Тревоги осеннего дня» (1975), «Игра без козырей» (1979), «Раненая тишина» (1980); «Электронная бабушка» (совместно с Арунасом Навакасом, 1981, режиссёр Альгимантас Пуйпа).

## Награды и звания
Заслуженный деятель искусств Литовской ССР (1987). Лауреат премии ЛКСМ Литовской ССР (1984).
Награждён Рыцарским крестом ордена «За заслуги перед Литвой» (2012). Награждён медалью независимости Литвы (2000) и Памятным знаком за личный вклад в развитие трансатлантических отношений Литвы и по случаю приглашения Литовской Республики в НАТО (2003)